# Neoeburia
Neoeburia is een kevergeslacht uit de familie van de boktorren (Cerambycidae). De wetenschappelijke naam van het geslacht werd voor het eerst geldig gepubliceerd in 2006 door Galileo & Martins.

## Soorten
Neoeburia is monotypisch en omvat slechts de volgende soort:
- Neoeburia turuna Galileo & Martins, 2006